# Liste der Monuments historiques in Fouju
Die Liste der Monuments historiques in Fouju führt die Monuments historiques in der französischen Gemeinde Fouju auf.

## Liste der Objekte
| Bezeichnung | Beschreibung          | Standort                                 | Kennzeichnung | Schutzstatus | Datum | Bild |
| ----------- | --------------------- | ---------------------------------------- | ------------- | ------------ | ----- | ---- |
| Glocke      | Bronze, 1614 gegossen | in der Kirche Ste-Marie-Madeleine (Lage) | PM77000707    | Classé       | 1942  |      |